# Gerrolasius
Gerrolasius is een vliegengeslacht uit de familie van de roofvliegen (Asilidae).

## Soorten
- G. hermanni Londt, 1988
- G. meridionalis Hermann, 1920
- G. oldroydi Londt, 1988